# Front des travailleurs

Le symbole de la Quatrième Internationale

Le Front des travailleurs (FT), est une organisation politique turque formée autour du journal du même nom.
Elle a annoncé la fondation du Parti de la démocratie ouvrière en janvier 2014.

## Description
Le Front des Travailleurs est décrit comme un mouvement politique dans son journal et sur son site Internet comme « un organe trotskyste. Nous luttons pour construire un parti ouvrier révolutionnaire en Turquie. Notre objectif est la révolution socialiste, l'abolition du capitalisme et la construction du socialisme. Nous soutenons les lutte de la classe ouvrière et de la jeunesse, par la mise en avant de la démocratie ouvrière. Nous combattons le régime d'oppression et de violence du capital, et nous soutenons le droit des peuples à l'autodétermination. Notre lutte est d'envergure internationale, et nous soutenons la reconstruction du parti mondial de la révolution, la Quatrième internationale »[réf. nécessaire].
Le Front des travailleurs a vu le jour en 1979 en tant que mouvement politique. Il a publié son premier numéro en tant que publication régulière en février 1980, et a été interdit après le coup d'état de 1980. Dans la période post-1980, il s'est réorganisé comme un courant via les publications Zemin, İşçi Sözü, Sınıf Bilinci, Sosyalizm ve 11. Au début des années 1990, son magazine était Enternasyonal Bülten (Bulletin international).
Depuis janvier 2009, le Front des travailleurs fonctionne autour d'un journal mensuel portant son nom. En outre, il est membre fondateur de l'Unité internationale des travailleurs - quatrième internationale.

## Publications
- Journal du Front des Travailleurs, journal ouvrier mensuel
- Distance, journal théorico-politique trimestriel